# Dual Survival
Dual Survival è una serie televisiva di documentari di Discovery Channel prodotta da Original Media. Il programma segue due esperti di sopravvivenza che utilizzano due tecniche opposte per affrontare la natura selvaggia: Cody Lundin, un minimalista ed esperto di usanze primitive e Dave Canterbury, un veterano esperto di sopravvivenza in stile militare, guida professionista per le battute di caccia ed esperto nel seguire le tracce sul terreno, famoso per aver pubblicato diversi video di sopravvivenza su YouTube. La seconda stagione ha debuttato negli Stati Uniti il 22 aprile 2011 su Discovery Channel.
Il 28 giugno 2011 la serie è stata riconfermata per una terza stagione dove non sarà più presente Dave Canterbury: al suo posto è scelto l'ex Berretto Verde Joe Teti. La serie è stata rinnovata per una quarta stagione che ha debuttato il 23 aprile 2014 (durante la quale Cody Lundin viene sostituito da Matt Graham), per una quinta stagione che ha debuttato il 21 gennaio 2015 e per una sesta che ha debuttato il 30 settembre 2015. Dual Survival è stata rinnovata per una settima stagione, che ha debuttato il 13 gennaio 2016; Bill McConnel prende il posto di Joe Teti e Grady Powell prende il posto di Matt Graham. Sempre nel 2016 sono andate in onda l'ottava e la nona stagione.

## Format
In ogni episodio, Cody e Dave si trovano a dover affrontare una comune situazione di sopravvivenza come fossero escursionisti dispersi, marinai naufragati, scalatori feriti o dispersi in seguito ad un incidente in montagna. Il loro obiettivo è sopravvivere per alcuni giorni avendo a disposizione solo le attrezzature che avrebbero delle persone in quella situazione, come corde da scalata, racchette da neve o la batteria di un cellulare rotto, oltre a tutto quello che l'ambiente in cui si trovano offre. Tutti gli animali selvatici catturati nel corso delle puntate vengono liberati e sostituiti con animali da allevamento già in parte macellati, questo sia per prevenire malattie o parassiti, sia per preservare la fauna locale. Durante la sopravvivenza mostrano come affrontare le varie situazioni, spiegando che decisioni è meglio prendere e costruendo con quello che hanno a disposizione tutti gli attrezzi di cui hanno bisogno per sopravvivere.
Le differenze nei metodi di sopravvivenza di Cody e Dave portano a frequenti contrasti tra i due. Cody, che non porta né scarpe né pantaloni lunghi da più di 20 anni, spesso su terreni difficili, rallenta la marcia del gruppo. Dave invece affronta in modo pericoloso situazioni come la ricerca del cibo e l'avanzare del gruppo verso i soccorsi, ad esempio prendendo il miele da un alveare o scendendo a corda doppia da una sporgenza per risparmiare tempo. Dave nella terza stagione viene rimpiazzato da Joe Teti, un ex Berretto Verde e soldato di ricognizione americano. Nel corso della quarta stagione Cody, ufficialmente a causa di forti contrasti con Joe nel quarto episodio girato in Norvegia, lascia il cast (in realtà, come postato da Cody stesso, è stato licenziato a causa di divergenze con la produzione riguardo a problemi sulla sicurezza) e viene sostituito da Matt Graham a partire dal sesto episodio. Joe e Matt nella settima stagione vengono sostituiti da Bill McConnel e Grady Powell. Nell'ottava stagione Bill viene sostituito prima da Josh James e in seguito da Bo McGlone. Nella nona ed ultima stagione Grady viene sostituito da EJ Snyder mentre Bo viene sostituito da Jeff Zausch.

## Episodi
| Stagione         | Episodi | Prima TV USA | Prima TV Italia |
| ---------------- | ------- | ------------ | --------------- |
| Prima stagione   | 10      | 2010         | 2010-2011       |
| Seconda stagione | 12      | 2011         | 2011-2012       |
| Terza stagione   | 11      | 2013         | 2013            |
| Quarta stagione  | 10      | 2014         | 2014            |
| Quinta stagione  | 13      | 2015         | 2015            |
| Sesta stagione   | 4       | 2015         | 2015            |
| Settima stagione | 10      | 2016         |                 |
| Ottava stagione  | 7       | 2016         |                 |
| Nona stagione    | 7       | 2016         |                 |

## Doppiatori italiani
- Pasquale Anselmo: Dave Canterbury
- Gianni Bersanetti: Cody Lundin
- Roberto Certomà: Joe Teti
- Edoardo Stoppacciaro: Matt Graham
- Roberto Gammino: Josh James
- Simone Mori: EJ Snyder
- Francesco Cavuoto: Bill McConnel

## Altre versioni
Versione messico colombiana, Dual survival Colombia "desafío x 2 mèxico-Colombia".
L'avventuriero Daniel Tirado e il veterano dell'esercito Alberto Pegueros arrivano nei remoti e selvaggi paesaggi aztechi per dimostrare come poter sopravvivere usando le giuste abilità.
Una versione brasiliana di Dual Survival ha iniziato le riprese nel 2012 ed era intitolata Dual Survival Brazil. È stato prodotto da Mixer e mandato in onda per due stagioni. Gli esperti di sopravvivenza in questo spettacolo sono Edmilson Leite, un colonnello dell'aeronautica brasiliana, e Leonardo Rocha, che ha vissuto con le tribù indigene ed è uno specialista di abilità primitive.